# TUIfly Nordic
TUIfly Nordic, früher Britannia Airways, AB, ist eine schwedische Charterfluggesellschaft mit Sitz in Stockholm und Basis auf dem Flughafen Stockholm/Arlanda. Sie ist Mitglied des Konzernverbundes TUI Airlines.

## Geschichte
Die TUIfly Nordic ging aus der 1985 gegründeten schwedischen Fluggesellschaft Transwede hervor. Anfang 1996 wurde der Charterbereich der Transwede als eigenständiges Unternehmen (Transwede Leisure, AB) ausgegliedert und an den schwedischen Reiseveranstalter Fritidsresor verkauft, der die Fluggesellschaft im Oktober 1996 in Blue Scandinavia umbenannte.
Im Dezember 1997 wurde Fritidsresor von der britischen Thomson Travel Group aufgekauft, die auch Eigentümer der Fluggesellschaft Britannia Airways war. Thomson Travel integrierte die Blue Scandinavia unter der Bezeichnung Britannia Airways AB in den Konzern (zur Abgrenzung von der gleichnamigen britischen Muttergesellschaft häufig auch als Britannia Sweden oder Britannia Nordic bezeichnet). Im Jahr 2000 wurde die Thomson-Gruppe von Preussag, der heutigen TUI, übernommen.
Ab Mitte 2005 erhielten alle TUI-Fluggesellschaften neue Namen mit der einheitlichen Endung „fly“. Im Zuge dieser Marketingkampagne benannte man die Britannia Airways AB im November 2005 in Thomsonfly und danach im Mai 2006 in TUIfly Nordic um.
Wie im Mai 2015 bekannt wurde, sollen in Zukunft alle Fluggesellschaften des Konzernverbundes (bis auf Corsair International, welche verkauft werden soll) unter dem neuen Einheitsnamen TUI auftreten. Die Änderung erfolgte einerseits aus Marketingüberlegungen, andererseits lassen sich Personal und Flugzeuge so einfach innerhalb des ganzen Konzernverbundes einsetzen.
Das Grounding der Boeing 737 MAX 8 traf TUIfly Nordic besonders, da diese zu dieser Zeit ausschließlich Maschinen dieses Types betrieb und alle Boeing 737-800 an die Konzernschwestern abgegeben hatte. Die Flüge wurden zunächst von den Konzernschwestern und verschiedenen Subcharter-Anbietern durchgeführt, kurz darauf wurden als Ersatz zwei Maschinen von TUI Airways UK übernommen.

## Flotte

### Aktuelle Flotte
Mit Stand Mai 2025 besteht die Flotte der TUIfly Nordic aus vier Flugzeugen mit einem Durchschnittsalter von 5,8 Jahren:
| Flugzeugtyp             | Anzahl | bestellt | Anmerkungen | Sitzplätze (Economy+/Economy) | Durchschnittsalter |
| ----------------------- | ------ | -------- | ----------- | ----------------------------- | ------------------ |
| Boeing 737 MAX 8        | 3      |          |             | 189 (-/189)                   | 5,0 Jahre          |
| Boeing 787-9 Dreamliner | 1      |          |             | 345 (63/282)                  | 8,1 Jahre          |
| Gesamt                  | 4      | -        |             |                               | 5,8 Jahre          |

Teilweise waren die Flugzeuge mit Logos von Fritidsresor.se und StarTour.no beklebt, was die Bedeutung dieser beiden Reiseveranstalter als Partner der TUIfly Nordic verdeutlichte.

### Ehemalige Flugzeugtypen

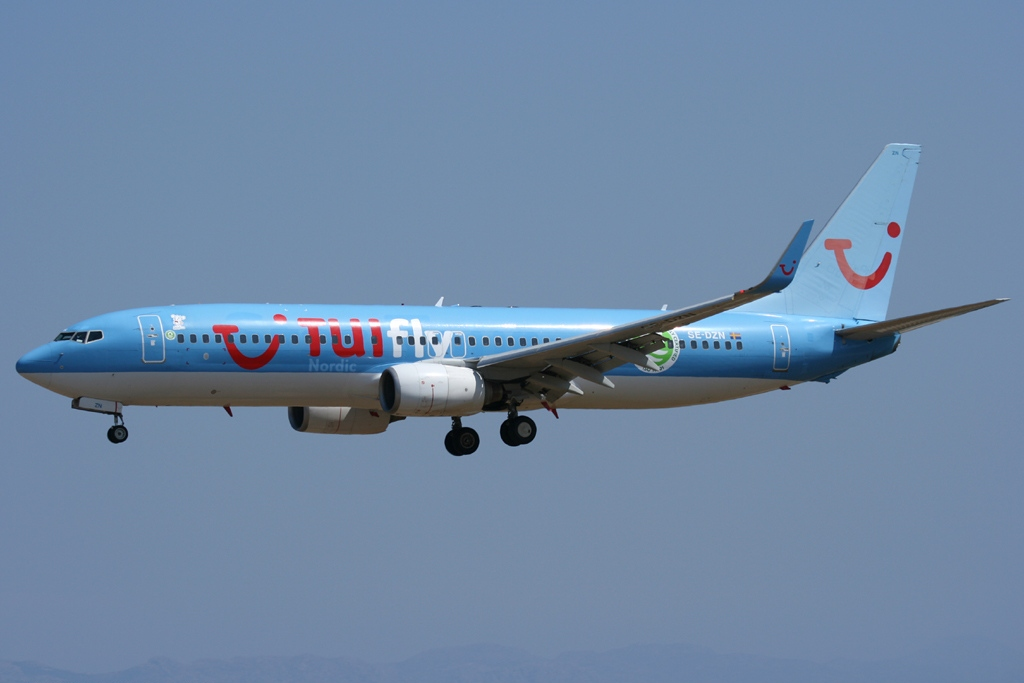
Ehemalige Boeing 737-800 der TUIfly Nordic

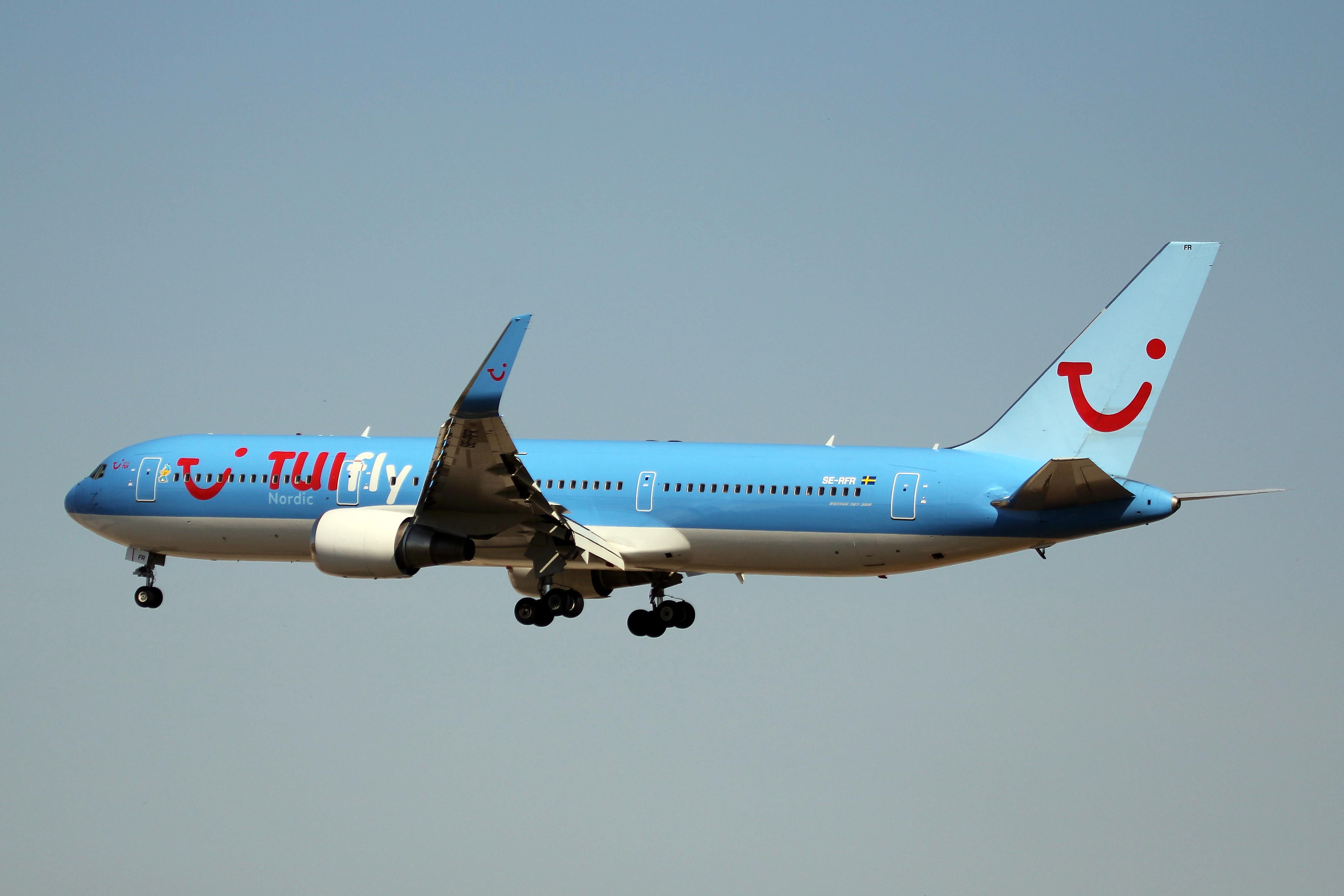
Ehemalige Boeing 767-300ER der TUIfly Nordic in alter Bemalung

In der Vergangenheit setzte TUIfly Nordic bereits folgende Flugzeugtypen ein:
- Boeing 737-800
- Boeing 757-200
- Boeing 767-300